# Mbourao
 Mbourao è un comune del Ciad situata nel dipartimento di Mayo-Binder, provincia di Mayo-Kebbi Ovest.